# Хронологія битв РПАУ (махновців)
У цій статті описується битви махновців від моменту коли Нестор Махно очолив перший свій загін в 1918 році до остаточного розгрому дрібних махновських загонів під командуванням різних командирів у 1922 році.
| Дата                  | Махновці | Противники                                                                 | Битви                      | Результат            |
| --------------------- | --- | -------------------------------------------------------------------------- | -------------------------- | -------------------- |
| 10 жовтня 1918        | Загін Н Махно і Щуся | Німецький загін, Австрійській загін, Губернська варта Української держави. | Бій в Дібровському лісі    | Перемога махновців   |
| 19-27 березня 1919 р. | 8-й і 9-й полки, артилеріяського дивізіону | Добровольча армія, Французький флот                                        | Бої за Маріуполь           | Перемога махновців   |
| 13 травня 1919 р.     | 9-й Задніпровський і 55-й (кол. 15-й) Український полк, 1-й радянський стрілецький полк                                                                   | Корпус Шкуро                                                               | Бій під Моспиним           | Перемога Білої Армії |
| 21 травня 1919 р.     | 9-й грецький полк і 12-й кавалерійський полк | Корпус Шкуро                                                               | Бій в селі Салгир Яни Сала | Перемога махновців   |
| 26 вересня 1919 р.    | 30 тис піхоти , 10 тис. кавалерії | 20 тис. штиків, 10 тис. шабель                                             | Битва під Перегонівкою     | Перемога махновців   |
| 29 червня 1920 р      | У Махно було 1,5 тисячі шабель, 1 тисяча піхоти, 100 кулеметів і 8 гармат. Кістяк цього підрозділу склали червоноармійці 42-ї дивізії, що здалися в полон | 430-й батальйон. Серехан                                                   | Бій під Новопавлівкою      | Перемога махновців   |
| 29 квітня 1921 р.     | Загін Щуся | Радянська міліція                                                          | Бій під Дорогинкою         | Перемога махновців   |